# Елгозинский сельский округ
Елгозинский сельский округ — упразднённая административно-территориальная единица, существовавшая на территории Клинского района Московской области в 1995—2006 годах.
Елгозинский сельсовет был образован в первые годы советской власти. По данным 1920 года он входил в состав Петровской волости Клинского уезда Московской губернии.
В 1923 году к Елгозинскому с/с были присоединены Александровский, Ново-Елгозинский, Парфеньковский и Пупцевский с/с.
В 1926 году Елгозинский с/с включал деревни Александрово, Елгозино, Новое Елгозино, Парфенькино и Пупцево, а также Пупцевскую мельницу.
В 1929 году Елгозинский с/с был отнесён к Клинскому району Московского округа Московской области.
20 августа 1939 года Елгозинский с/с был передан в новый Высоковский район.
14 июня 1954 года Елгозинский с/с был упразднён, а его территория передана в Петровский с/с.
1 марта 1995 года Елгозинский сельский округ был образован путём преобразования Тарховского с/о.
В ходе муниципальной реформы 2004—2005 годов Елгозинский сельский округ прекратил своё существование как муниципальная единица. При этом его населённые пункты были переданы в сельское поселение Петровское.
29 ноября 2006 года Елгозинский сельский округ исключён из учётных данных административно-территориальных и территориальных единиц Московской области.